# Preslik Spur
Der Preslik Spur ist ein unvereister Felssporn im westantarktischen Queen Elizabeth Land. Im Dufek-Massiv in den Pensacola Mountains ragt er südlich des Clemons Spur und des Forlidas Ridge auf.
Der US-amerikanische Geologe Arthur B. Ford, Leiter der Mannschaft des United States Geological Survey zur Erkundung der Pensacola Mountains von 1965 bis 1966, benannte es nach Joseph W. Preslik von der Abordnung der US Navy zur Luftunterstützung dieser Mannschaft.